# Miquel Pròquir
Miquel Pròquir (en llatí Michael Prochirus, en grec Μιχαήλ) fou un escriptor grec de l'època romana d'Orient que va viure en data desconeguda. Fou l'autor de l'obra Dramation, Musarum et Fortunae Querimonium continens, et alia. L'obra la va editar l'impressor francès Fédéric Morel en versió grega el 1593 i llatina el 1598.